# نظام عد اثنا عشري
نظام العد الاثنا عشري (بالإنجليزية: Duodecimal Numerical System)‏ هو نظام عد ذو رقم أساس 12. في هذا النظام يرمز للرقم 10 بالحرف 'A'، وللرقم 11 بالحرف 'B'، ويكتب الرقم 12 بالشكل 10 في نظام العد الثنائي عشر.